# G carolingia

Variantes tipográficas de la «g de caja baja», o 'g' minúscula

G Carolingia

Capital yogh (izquierdo), lowercase yogh (correcto)

G insular

El G Carolingia, G Caroliniana, G carolina, G franca, G francesa (𝗴) es una forma histórica de la letra G que era usada en el alfabeto inglés medio. (La otra variante es la G insular (o irlandesa) Ᵹ). La G caroliniana lleva el nombre de la minúscula carolingia, un ejemplar de su uso.
La G Carolingia se encuentra con base en la moderna G, y finalmente reemplazó la G insular como forma estándar de la letra, usada en el Imperio de Carlomagno. La G insular (Ᵹ) permaneció durante un tiempo así como la letra Ȝ antes de ser eliminadas del alfabeto inglés.
La G carolina era más elaborada y tenía cuatro movimientos y es la forma estándar de letra G para todos alfabetos latinos modernos.